# St. John’s Fog Devils
Die St. John’s Fog Devils waren eine kanadische Eishockeymannschaft aus St. John’s, Neufundland. Das Team spielte von 2005 bis 2008 in einer der drei höchsten kanadischen Junioren-Eishockeyligen, der Québec Major Junior Hockey League (QMJHL).

## Geschichte
Die St. John’s Fog Devils wurden 2005 als Franchise der Québec Major Junior Hockey League gegründet. Sie füllten die Lücke, die die Umsiedlung der St. John’s Maple Leafs aus der American Hockey League nach Toronto 2005 hinterließ. In den drei Spielzeiten ihres Bestehens erreichten sie jeweils in der unteren Hälfte ihrer Division knapp die Playoffs um die Coupe du Président, den Meistertitel der QMJHL, schieden jedoch jeweils in der ersten Runde aus. Nacheinander scheiterten die Fog Devils in der Best-of-Seven-Serie an den Cape Breton Screaming Eagles (1:4 und 0:4) und Acadie-Bathurst Titan (2:4). Neben den mäßigen sportlichen Erfolgen fuhr das Franchise schwere finanzielle Verluste ein (alleine in der Saison 2006/07 insgesamt $750 000), so dass sich die Verantwortlichen im Anschluss an die Saison 2007/08 dazu entschieden, das Franchise nach Montréal, Québec, umzusiedeln, wo es seither unter dem Namen Club de hockey junior de Montréal am Spielbetrieb der QMJHL teilnimmt. Somit ist Neufundland die einzige Provinz Kanadas ohne eigenes CHL-Franchise.

## Saisonstatistik
Abkürzungen: GP = Spiele, W = Siege, L = Niederlagen, T = Unentschieden, OTL = Niederlagen nach Overtime SOL = Niederlagen nach Shootout, Pts = Punkte, GF = Erzielte Tore, GA = Gegentore, PIM = Strafminuten
| Saison  | GP | W  | L  | T | OTL | SOL | Pts | GF  | GA  | Platz    | Playoffs                       |
| 2005–06 | 70 | 30 | 34 | — | 5   | 1   | 66  | 219 | 286 | 6., East | Niederlage in der ersten Runde |
| 2006–07 | 70 | 28 | 36 | — | 2   | 4   | 62  | 228 | 310 | 7., East | Niederlage in der ersten Runde |
| 2007–08 | 70 | 32 | 30 | — | 1   | 7   | 72  | 217 | 225 | 6., East | Niederlage in der ersten Runde |

## Team-Rekorde

### Karriererekorde
Spiele: 201  Jean-Simon Allard
Tore: 61  Ryan Graham,  Wesley Welcher
Assists: 105  Wesley Welcher
Punkte: 166   Wesley Welcher
Strafminuten: 354  Matt Fillier